# World Cyber Games 2003
World Cyber Games 2003 – zawody sportu elektronicznego, które odbyły się w Seulu w Korei Południowej w dniach od 12 do 18 października 2003. Areną zmagań graczy była hala w Olimpic Park.

## Rozgrywane konkurencje
Uczestnicy World Cyber Games w Seulu w 2003 roku rywalizowali w 7 konkurencjach.

- Strzelanka pierwszoosobowa
  -  Half-Life: Counter-Strike
  -  Halo
  -  Unreal Tournament 2003

- Real-Time Strategy
  -  Age of Mythology
  -  StarCraft: Brood War
  -  Warcraft III: Reign of Chaos

- Sport
  -  FIFA Football 2003

## Państwa
| Azja - Chiny - Chińskie Tajpej - Hongkong - Indie - Indonezja - Japonia - Korea Południowa - Malezja - Filipiny - Singapur - Tajlandia - Wietnam | Ameryka - Argentyna - Brazylia - Kanada - Chile - Kolumbia - Gwatemala - Meksyk - Panama - Peru - Portoryko - Stany Zjednoczone | Europa - Austria - Bułgaria - Dania - Francja - Węgry - Kazachstan - Litwa - Holandia - Portugalia - Rosja - Hiszpania - Szwajcaria - Wielka Brytania | - Belgia - Czechy - Estonia - Niemcy - Włochy - Łotwa - Luksemburg - Polska - Rumunia - Słowacja - Szwecja - Ukraina | B.W. i Afryka - Iran - Izrael - Południowa Afryka - Turcja - Zjednoczone Emiraty Arabskie Oceania - Australia - Nowa Zelandia |

### Reprezentacja Polski
Counter Strike
- Mariusz Grzegorzewski
- Filip Kubski
- Marcin Kowalski
- Marek Radecki

StarCraft
- Krzysztof Czerwiński

Unreal Tournament
- Grzegorz Radzio

Warcraft
- Maciej Krawczyk

## Medaliści
| Konkurencja            | |                                                                            |                                                                                               |
| Age of Mythology       | Andrew James Regendantz Pseudonim: [pG]Fire                                                              | Jr Cheng Chen Pseudonim: IamShiauTz                                        | Wu Yu-jen Pseudonim: IamSky                                                                   |
| Counter-Strike         | Zespół: SKGaming Michael Korduner Christer Eriksson Emil Christensen Tommy Ingemarsson Abdisamad Mohamed | Zespół: Team3D Johnny Quach Sean Morgan Kyle Miller Dave Geffon Ronald Kim | Zespół: Team9 Ebbe Soenderskov Jonas Gundersen Kenneth Larsen Uffe Soenderskov Mike Lutzhoeft |
| FIFA 2003              | Dennis Schellhase Pseudonim: SK_styla                                                                    | Daniel Schellhase Pseudonim: SK_hero                                       | Choi Dae-han Pseudonim: Volcano                                                               |
| Starcraft: Brood War   | Lee Yong-bum Pseudonim: oGoGo                                                                            | Fredrik Keitel Pseudonim: FiShEyE                                          | Guillaume Patry Pseudonim: Grrr...                                                            |
| Unreal Tournament 2003 | Nicola Geretti Pseudonim: ForresT                                                                        | Laurens Pluymaekers Pseudonim: fnatic_Lauke                                | Dominic Lewandowski Pseudonim: Snoop_DX                                                       |
| Warcraft III           | Zdrawko Georgiew Pseudonim: SK_Insomnia                                                                  | Bin Guo Pseudonim: Chinahuman                                              | Sorin Popescu Pseudonim: TeGEviscEratoR                                                       |
| Halo                   | Matt Leto Pseudonim: Zyos                                                                                | Mathieu Hebbada Pseudonim: Mat_Logan                                       | Johnathan Dempsey Pseudonim: Fenriz                                                           |

## Klasyfikacja medalowa
| Lp. | Państwo           | złoto | srebro | brąz | razem | +/- WCG 2002 |
| --- | ----------------- | ----- | ------ | ---- | ----- | ------------ |
| 1.  | Niemcy            | 2     | 2      | 0    | 4     | +2           |
| 2.  | Stany Zjednoczone | 1     | 1      | 0    | 2     | +7           |
| 3.  | Korea Południowa  | 1     | 0      | 1    | 2     | -2           |
| 4.  | Bułgaria          | 1     | 0      | 0    | 1     | n/d          |
| 4.  | Szwecja           | 1     | 0      | 0    | 1     | n/d          |
| 4.  | Włochy            | 1     | 0      | 0    | 1     | n/d          |
| 7.  | Chińskie Tajpej   | 0     | 1      | 1    | 2     | -2           |
| 8.  | Chiny             | 0     | 1      | 0    | 1     | n/d          |
| 8.  | Francja           | 0     | 1      | 0    | 1     | n/d          |
| 8.  | Holandia          | 0     | 1      | 0    | 1     | +1           |
| 11. | Australia         | 0     | 0      | 1    | 1     | n/d          |
| 11. | Dania             | 0     | 0      | 1    | 1     | n/d          |
| 11. | Kanada            | 0     | 0      | 1    | 1     | -6           |
| 11. | Rumunia           | 0     | 0      | 1    | 1     | n/d          |
| 11. | Wielka Brytania   | 0     | 0      | 1    | 1     | -6           |